# كريس دوق
كريس دوق (بالإنجليزية: Chris Duke)‏ هو رائد أعمال ومقدم تلفزيوني أمريكي، ولد في 5 فبراير 1969 في آبلاند في الولايات المتحدة.

## وصلات خارجية
- الموقع الرسمي
- كريس دوق على موقع IMDb (الإنجليزية)